# Relations entre le Bangladesh et le Mali
Les relations entre le Bangladesh et le Mali désignent les relations bilatérales de la république populaire du Bangladesh et de la république du Mali. 

## Les gardiens de la paix bangladais au Mali
Des soldats de la paix bangladais sont déployés au Mali depuis avril 2014, dans le cadre de la Mission multidimensionnelle intégrée des Nations unies pour la stabilisation au Mali, lorsque le premier contingent de 112 membres des Forces armées du Bangladesh, a quitté Dacca, la capitale du pays, pour le Mali. À terme, six contingents bangladais seront déployés dans le cadre de la mission par phases, ce qui représente un total de 1 446 personnels. Les contingents comprennent un bataillon de l'armée bangladaise et une unité navale. En outre, deux unités de transmissions, une unité de génie et une unité de transport serviront également au cours de la mission.

## Relations économiques
Le Bangladesh et le Mali ont montré un intérêt mutuel à développer leur commerce et leurs investissements bilatéraux. Le Mali a manifesté un vif intérêt pour l'importation d'engrais du Bangladesh. D'autre part, comme le Mali est un grand producteur de coton, le Bangladesh a exprimé son profond intérêt pour l'importation d'énormes quantités de coton pour son importante industrie textile. Les vêtements, les produits pharmaceutiques, le jute et le thé du Bangladesh ont été identifiés comme des produits potentiels sur le marché malien. La nécessité d'un échange de délégations commerciales entre les deux pays a été soulignée afin de renforcer les relations économiques bilatérales. En outre, la formation d'un conseil économique conjoint a été proposée.
En 2014, la commission tarifaire du Bangladesh a préparé une étude de faisabilité sur les avantages de la signature de nouveaux accords commerciaux libres et préférentiels avec des États africains et a recommandé que le Mali et le Nigeria soient les pays les plus prometteurs pour la signature de tels accords.